# Teoria del grande uomo

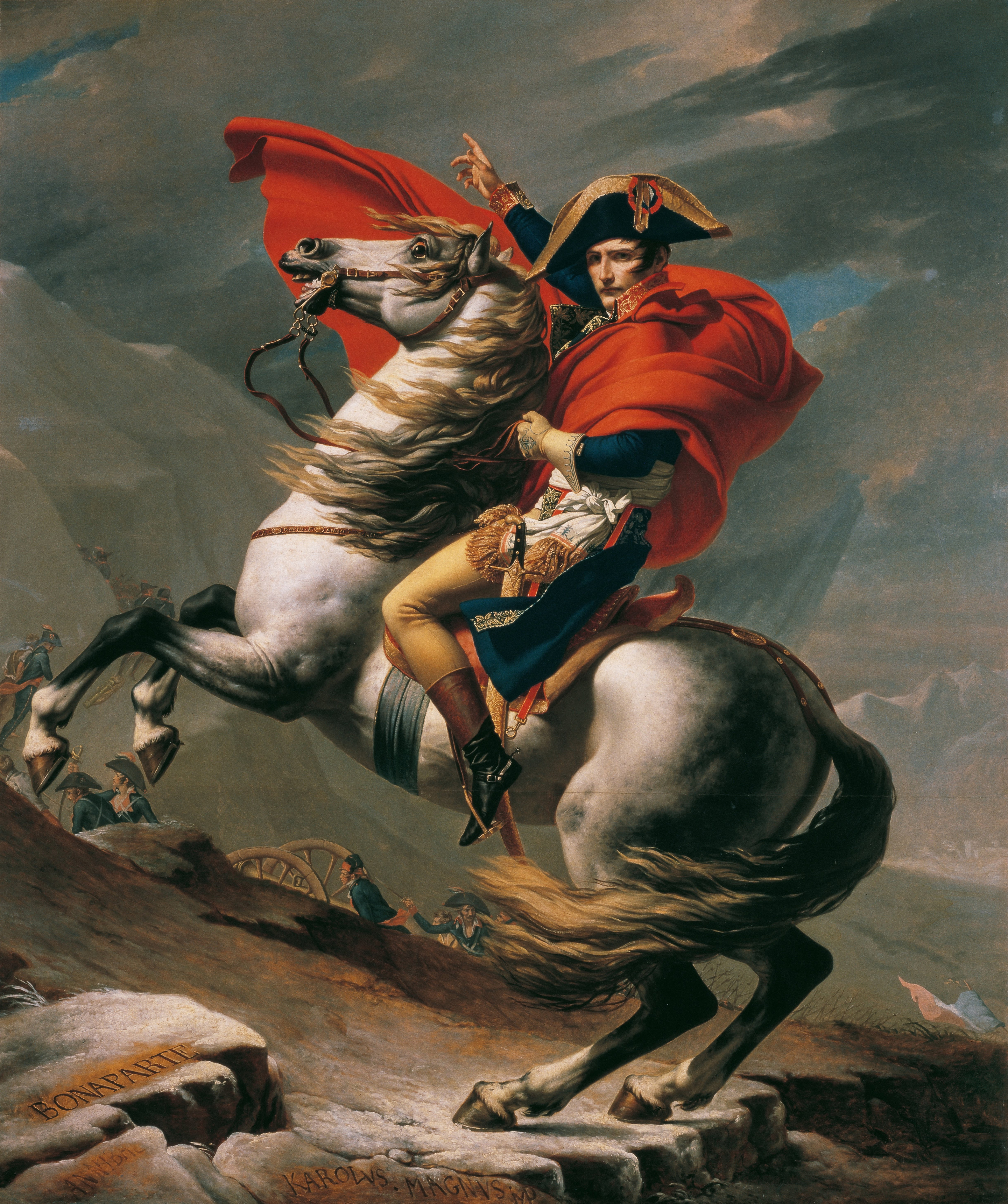
Napoleone che attraversa le Alpi, Jacques-Louis David (1801). Napoleone Bonaparte è spesso considerato un esempio emblematico della teoria del grande uomo, grazie al suo genio militare e alla sua visione politica. Tuttavia, gli storici contemporanei sottolineano che il suo successo fu anche il risultato delle condizioni storiche create dalla Rivoluzione Francese e dal contesto sociale dell’epoca.

La teoria del grande uomo è un approccio storiografico che interpreta la storia come il risultato delle azioni di individui straordinari, spesso definiti "grandi uomini" o eroi. Secondo questa interpretazione, tali personaggi, dotati di carisma, intelligenza, saggezza o abilità strategiche e machiavelliche, esercitano una influenza decisiva sugli eventi storici e sul corso dell'umanità.
Dalla fine del XIX secolo, la teoria del grande uomo è stata criticata per la sua visione riduttiva della storia, che attribuisce il cambiamento storico alle azioni di pochi individui straordinari, ignorando le forze sociali, economiche e culturali più ampie. Oggi, pur essendo meno influente negli studi accademici, la teoria rimane popolare nella narrativa divulgativa, mentre gli storici contemporanei adottano un approccio più bilanciato, combinando il ruolo degli individui con il contesto storico in cui operano.

## Origine e diffusione
La diffusione della teoria del grande uomo è di solito associata alla figura dello storico e commentatore del XIX secolo Thomas Carlyle, che affermò: "La storia del mondo non è altro che la biografia dei grandi uomini". Carlyle era convinto che gli eroi plasmino la storia sia attraverso i loro attributi personali sia attraverso l'ispirazione divina. Nel suo On Heroes, Hero-Worship and the Heroic in History ("Sugli eroi, il culto degli eroi e l'eroico nella storia"), Carlyle vedeva la storia come un'evoluzione delle decisioni, delle opere, delle idee e dei caratteri degli “eroi”, fornendo un'analisi dettagliata di sei tipi: L'eroe come divinità (come Odino), profeta (come Maometto), poeta (come Shakespeare), sacerdote (come Martin Lutero), letterato (come Rousseau) e re (come Napoleone). Carlyle sosteneva inoltre che lo studio dei grandi uomini fosse utile a scoprire il lato eroico in ciascun individuo.
L'approccio alla storia "in chiave di grandi uomini" si diffuse nel XIX secolo, trovando le sue radici filosofiche nell'idealismo, molto influente in quel tempo. L'idealismo rifiuta l'approccio positivista: gli autori idealisti pensavano che la storia non potesse essere studiata analizzando con un metodo induttivo basato sui fatti (come fanno le scienze naturali e sociali). Lo studio della storia, secondo gli idealisti, si fonda sullo studio delle intenzioni, emozioni e pensieri degli attori coinvolti negli eventi storici, tramite intuizione ed empatia. La conoscenza storica, quindi, è soggettiva e più vicina all'arte che alla scienza, occupandosi di eventi unici e irripetibili, anziché di generalizzazioni o leggi universali. Questa visione alimentò la scuola filosofica dello storicismo del XIX secolo: secondo questa prospettiva, ogni epoca va compresa nei suoi termini specifici e non generalizzabili. In pratica, ciò si traduceva in un racconto politico basato sulle azioni e intenzioni dei "grandi uomini". Questo orientamento alimentò la storia politica e la rese molto influente a cavallo dei secoli XIX e XX.
Un'opera di successo presso il grande pubblico, che ben rappresenta questa scuola di pensiero, è la Encyclopædia Britannica Eleventh Edition (1911), che racchiude ricche e dettagliate biografie dei grandi della storia, ma pochissime storie generali o sociali. Ad esempio, tutte le informazioni su quella parte di storia europea successiva alla caduta di Roma che va sotto il nome di Invasioni barbariche, sono contenute nella biografia di Attila. Questa visione eroica della storia era fortemente sostenuta da pensatori quali Hegel e Spengler, ma cadde in disgrazia dopo la seconda guerra mondiale.

## Critiche

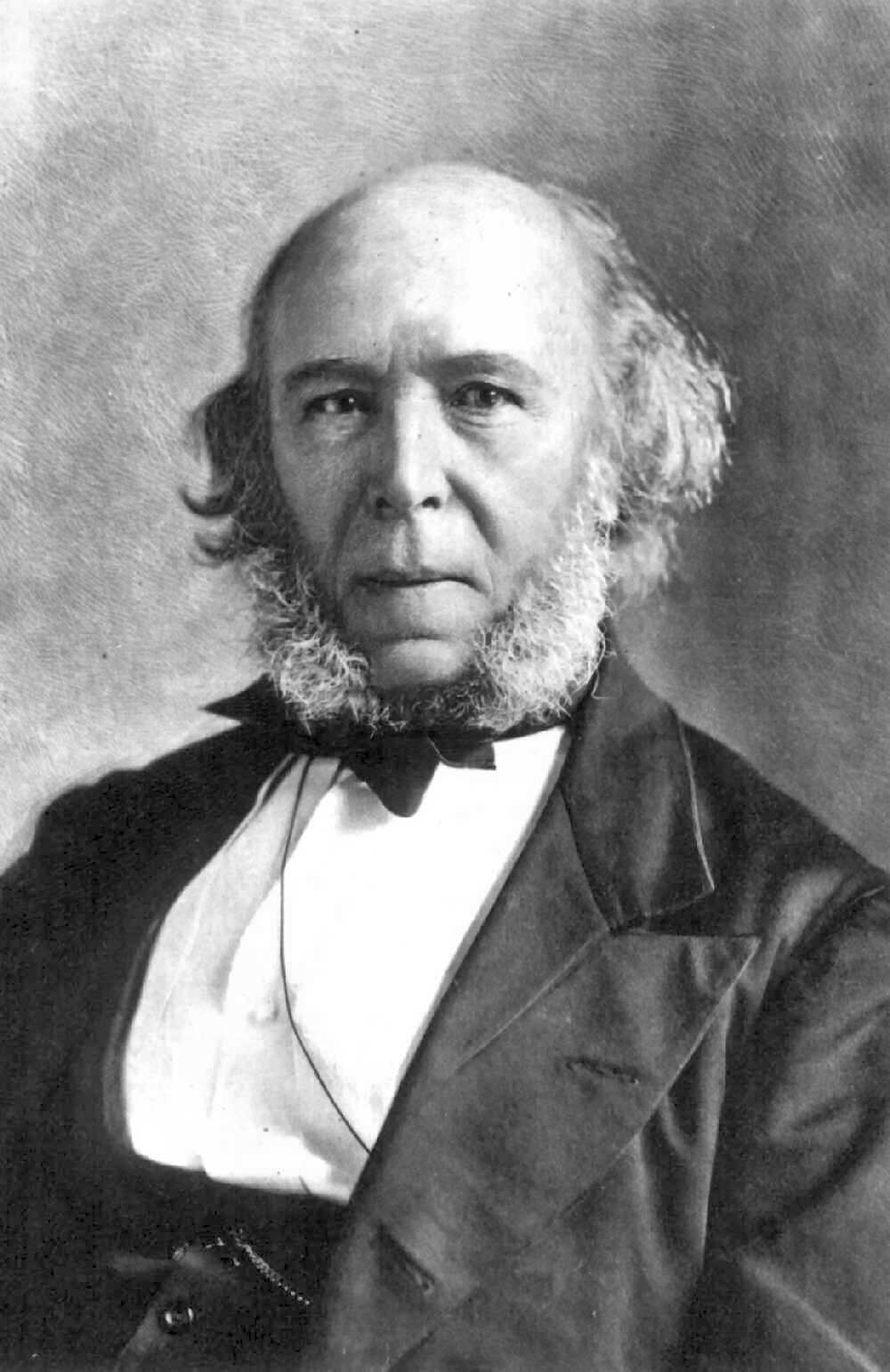
Herbert Spencer, fermo oppositore della teoria del grande uomo.

Una delle critiche più aspre della formulazione della teoria del grande uomo proposta da Carlyle fu quella di Herbert Spencer, il quale riteneva che attribuire gli eventi storici alle decisioni di qualche individuo fosse una posizione sconfortantemente primitiva, puerile e non scientifica. Credeva che gli uomini che secondo Carlyle erano "grandi" fossero semplicemente i prodotti del loro ambiente sociale; al proposito, scrisse:
(The Study of Sociology, 1896)
Gli editori dell'autorevole Encyclopédie francese del Settecento erano ideologicamente contrari alle biografie: a loro parere, erano già stati versati troppi fiumi d'inchiostro sulle agiografie di Padri della Chiesa e sulle gesta di sovrani, mentre non si parlava abbastanza dell'uomo medio, o della vita in generale. Con questo intendimento, la Encyclopédie era quasi priva di biografie. Tuttavia, non vi era accordo su questo appunto tra gli enciclopedisti, perciò alcune biografie sono state "occultate" in altre voci; ad esempio, la voce su Wolstrope (Inghilterra) riguarda quasi interamente la vita di Newton.
Un altro oppositore notorio della dottrina discussa in questa voce era Lev Nikolaevič Tolstoj, che dedicò l'intera apertura (un brano effettivamente poco consono ad un romanzo, ma molto di più assimilabile ad un saggio) del terzo volume di Guerra e pace alla relativa confutazione, assumendo le guerre napoleoniche quale esempio esplicativo della tesi.
Nella cultura contemporanea la teoria del grande uomo, come spiegazione singolare di perché avvengono i fatti, non gode di particolare favore. Gli storici per lo più ritengono che altri fattori - economia, società, ambiente, tecnologia - siano altrettanto importanti (o più importanti) dell'azione dei grandi uomini nell'influire sulla storia. Molti storici pensano che una storia che gravita solo su singole persone, specie quando la loro importanza è connessa principalmente alla loro condizione sociale, rappresenti una visione angusta della storia, che può non tener alcun conto di interi gruppi sociali quali protagonisti storici. L'approccio detto "storia popolare" offre una visione storiografica più ampia.
La critica si è allargata ad altri campi, quali la critica letteraria, nel cui ambito il New Historicism (Nuovo storicismo) di Stephen Greenblatt afferma che le società — e non soltanto gli autori —  giocano un ruolo nella produzione artistica. Anche il romanzo Delitto e castigo contiene critiche alla teoria del grande uomo.

### Nietzsche critico di Carlyle

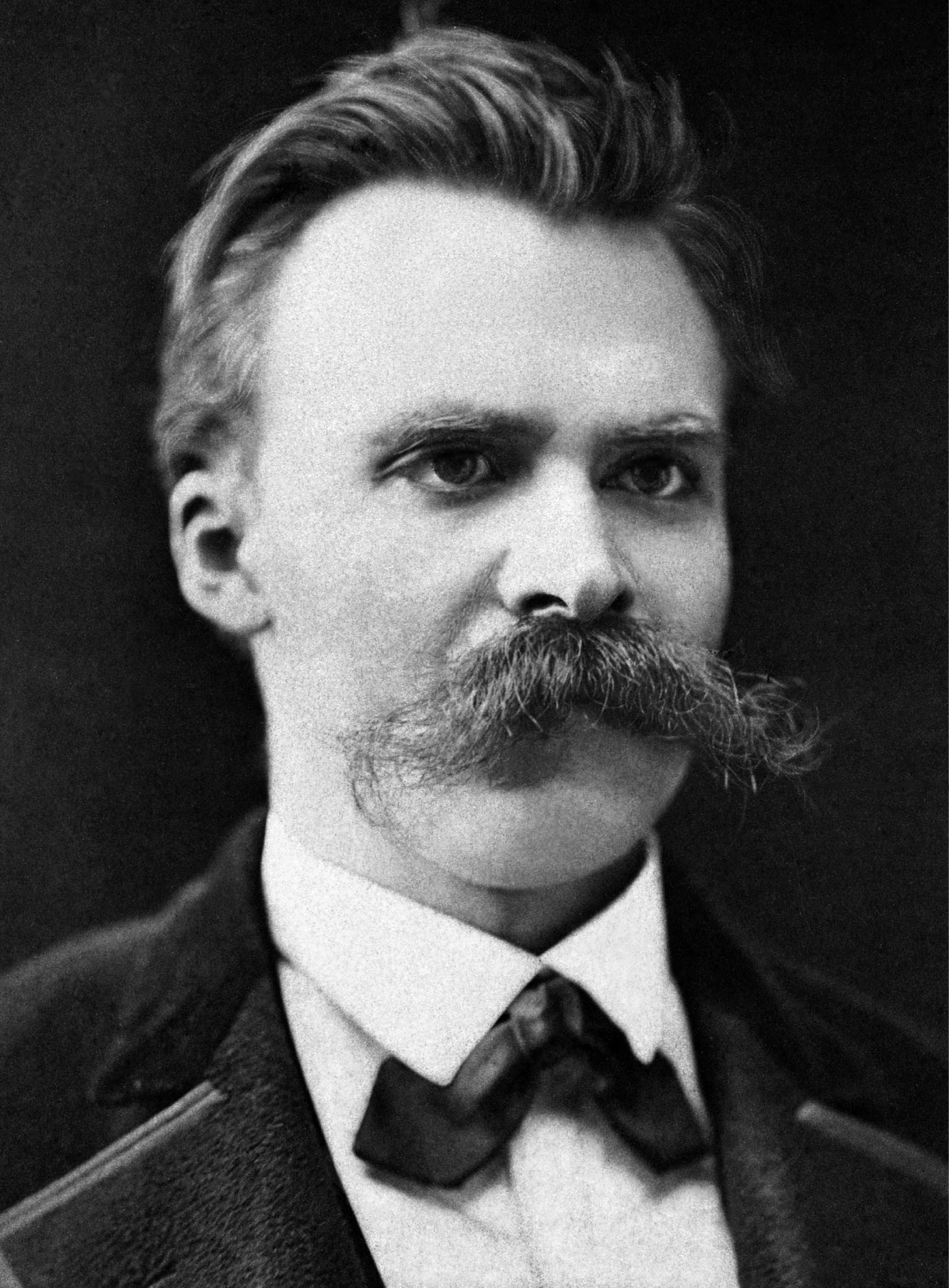
Friedrich Nietzsche

Una critica della teoria di Carlyle, quella di Friedrich Nietzsche, merita di essere trattata separatamente, in quanto spesso si è portati a credere, per motivi plausibili, che ci siano delle affinità di vedute tra la filosofia di Carlyle e quella nietzscheana del superuomo e della morale aristocratica. Tuttavia, ad un'attenta e completa lettura, le cose possono apparire diversamente. Vale la pena, dunque, di riportare alcune citazioni di Nietzsche nei riguardi di Carlyle:
(Ecce Homo, 1888)
(Il crepuscolo degli idoli, 1889)
Interessante è l'aforisma 298 di Aurora. Pensieri sui pregiudizi morali (1881), Il culto degli eroi e i suoi fanatici, dedicato esclusivamente, come da titolo, a questo tema.